# Шахановка
Шахановка — деревня в Шенкурском районе Архангельской области. Входит в состав муниципального образования «Федорогорское».

## География
Деревня расположена в южной части Архангельской области, в таёжной зоне, в пределах северной части Русской равнины, в 92 километрах на восток от города Шенкурска, на правом берегу реки Кодима, притока Северной Двины. Ближайшие населённые пункты: на востоке деревни Жернаковская и Заберезовская, на северо-востоке деревня Монастырская, на западе деревни Носовская и Нагорная.
Часовой пояс
Шахановка, как и вся Архангельская область, находится в часовой зоне МСК (московское время). Смещение применяемого времени относительно UTC составляет +3:00.

## Население
| 2002 | 2010 | 2012 |
| ---- | ---- | ---- |
| 52   | ↘35  | ↘32  |

## История
Указана в «Списке населённых мест по сведениям 1859 года» в составе Шенкурского уезда(2-го стана) Архангельской губернии под номером «2352» как «Шехановская (Шахановская)». Насчитывала 6 дворов, 28 жителей мужского пола и 27 женского.
В «Списке населенных мест Архангельской губернии к 1905 году» деревня Шахановская насчитывает 20 дворов, 73 мужчины и 76 женщин. В административном отношении деревня входила в состав Шахановского сельского общества Шахановской волости. Также здесь находилось волостное правление и земская (разгонная) станция.
На 1 мая 1922 года в поселении 32 двора, 63 мужчины и 87 женщин.
2 июля 2012 года деревня Шахановка вошла в состав Федорогорского сельского поселения в результате объединения муниципальных образований «Федорогорское» и «Шахановское».